# Carcharhinus porosus
Requin tiqueue
Espèce
Statut de conservation UICN

 CR A2d : 
En danger critique
Répartition géographique
Le Requin tiqueue (Carcharhinus porosus) est une espèce de requin de la famille des Carcharhinidae, que l'on rencontre dans l'ouest de l'océan Atlantique du nord du Golfe du Mexique au sud du Brésil. Il habite dans les eaux peu profondes à proximité du rivage, en particulier sur les fonds vaseux autour des estuaires. Il a tendance à nager bas dans la colonne d'eau et forme de grands rassemblements d'animaux du même sexe. C'est un requin au corps mince ne dépassant généralement pas 1,1 m de long. Il a un nez assez long et pointu et une grande première nageoire dorsale triangulaire et une deuxième nageoire dorsale qui naît au-dessus du point médian de la base de la nageoire anale. Il est de couleur gris clair, sans marques sur ses nageoires.
Le régime alimentaire du Requin tiqueue se compose principalement de poissons osseux tels que les Sciaenidae, tandis que les crustacés, les céphalopodes et les petits requins et les raies peuvent également être consommés. Il est vivipare, ce qui signifie que les embryons en développement sont soutenus par une connexion placentaire. Les femelles ont des portées de deux à neuf jeunes tous les deux ans, après une période de gestation d'environ 12 mois. Le Requin tiqueue est une prise accessoire fréquente et peut être utilisé pour sa viande, ses ailerons, son huile de foie, son cartilage et la farine de poisson. L'impact de la pêche sur la population est en grande partie inconnu, sauf au large du nord du Brésil, où il semble avoir diminué considérablement depuis les années 1980. Par conséquent, l'Union internationale pour la conservation de la nature a inscrit l'espèce comme données insuffisantes dans l'ensemble de son aire de répartition, et comme vulnérable au Brésil.

## Description

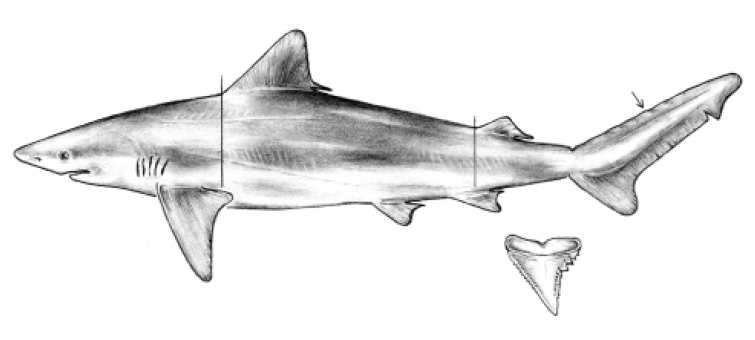
Traits caractéristiques du Requin tiqueue avec son long museau et sa large première nageoire dorsale.

Le Requin tiqueue est une espèce au corps mince avec un museau assez long et pointu. Le bord antérieur de chaque narine est agrandi pour former un lobe étroit et pointu. Les grands yeux circulaires sont équipés de membranes nictitantes, et derrière eux on remarque une série de pores bien nets. La bouche porte des sillons courts au niveau de ses extrémités et contient de 13 à 15 rangées de dents de chaque côté des deux mâchoires (habituellement 14 pour la mâchoire supérieure et 13 pour la mâchoire inférieure). Les dents supérieures sont grandes et triangulaires avec des dentelures bien marquées, devenant de plus en plus obliques vers les côtés. Les dents inférieures sont relativement étroites et plus droites, avec des dentelures plus fines,. Les cinq paires de fentes branchiales sont courtes.
Les petites nageoires pectorales sont falciformes avec des extrémités relativement pointues. La première nageoire dorsale est large, formant presque un triangle équilatéral chez les adultes, avec un sommet arrondi. Elle prend naissance au niveau des extrémités arrières des nageoires pectorales. La deuxième nageoire dorsale est petite et naît au-dessus du point médian de la base de la nageoire anale. Il n'y a pas de crête entre les nageoires dorsales. Les nageoires pelviennes sont de petite taille avec des extrémités pointues à légèrement arrondies, et la nageoire anale a une profonde entaille dans sa marge arrière. La nageoire caudale est asymétrique et a un lobe inférieur bien développé et un lobe supérieur plus grand et présentant une encoche ventrale près de son extrémité,. Les denticules cutanées ne se chevauchent généralement pas. Chacune a 3 à 5 nervures horizontales menant à dents postérieures, la nervure centrale étant la plus longue. Ce requin est de couleur gris clair à ardoisé dessus et blanchâtre dessous, avec une bande plus claire sur les flancs. Les nageoires pectorales, dorsales et caudales peuvent être un peu plus foncées vers leurs extrémités. Le Requin tiqueue atteint une longueur maximale de 1,5 m, bien que généralement les individus mesurent entre 0,9 et 1,1 m. Les femelles sont plus grandes que les mâles.

## Biologie et écologie

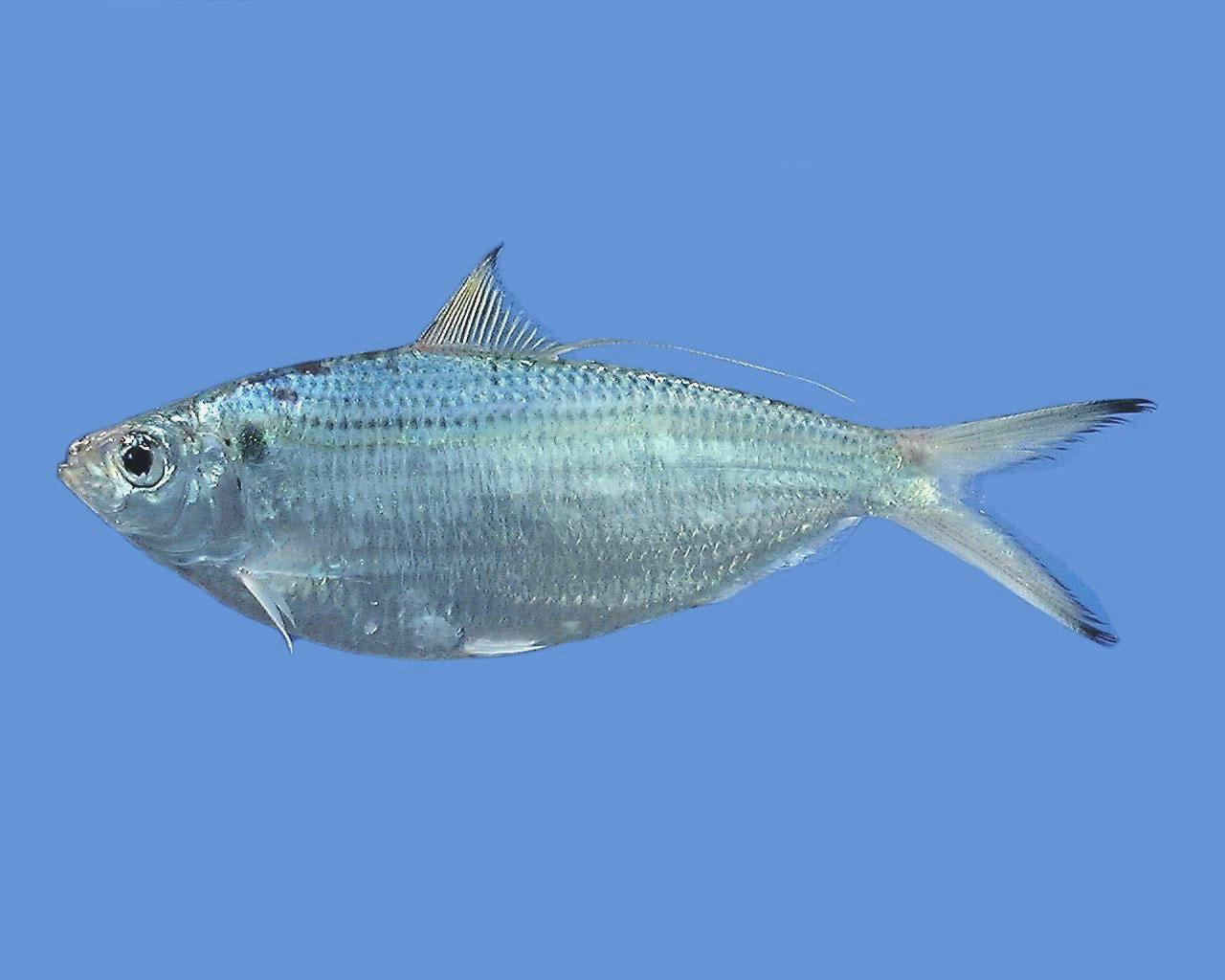
Les poissons osseux, comme Opisthonema oglinum, constituent la principale source de nourriture du Requin tiqueue.

Le Requin tiqueue forme de grands groupes de même sexe, les mâles vivant généralement plus profond que les femelles. Il se nourrit principalement de poissons osseux, comme les Ariidae, les Sciaenidae, les Carangidae, et les Haemulidae. Les crevettes, les crabes et les calmars constituent des sources de nourriture secondaires, tandis que les adultes sont également capables de capturer de jeunes requins Rhizoprionodon, requins-marteaux (Sphyrna) et des raies Dasyatis. Opportuniste, la composition du régime alimentaire de ce requin reflète généralement ce qui est plus disponible dans son environnement ; au large du nord du Brésil, les espèces les plus souvent consommées sont Macrodon ancylodon et Stellifer naso. Les juvéniles consomment une plus grande variété de proies que les adultes. À son tour, le Requin tiqueue peut potentiellement être la proie de plus grands requins.
Comme les autres requins de la famille des Carcharhinidae, le Requin tiqueue est vivipare ; après que les embryons en développement aient épuisés leur réserve en vitellus, le sac vitellin vide se développe en une connexion avec le placenta qui permet à l'embryon d'être nourrit par sa mère. Les femelles donnent naissance à des portées comportant de deux à neuf (généralement de quatre à six) jeunes tous les deux ans, la taille de la portée augmentant avec la taille de la femelle. La gestation dure environ 12 mois. La reproduction a lieu toute l'année, avec un pic de mise bas de septembre à novembre. Il y a des zones d'alevinage connues dans des eaux peu profondes, comme les eaux troubles au large du nord du Brésil et de Trinidad, où de nombreuses baies et des estuaires fournissent abri et nourriture,. Les nouveau-nés mesurent 30 à 33 cm de long et grandissent en moyenne de 7 cm  par an dans leurs quatre premières années vie. Les mâles et les femelles atteignent la maturité sexuelle à respectivement 70 à 93 cm et 71 à 85 cm de long, soit vers l'âge de 6 ans. Le taux de croissance moyen ralentit à 4 cm par an après la maturité. La durée de vie maximale est d'au moins 12 ans,.

## Distribution et habitat
L'aire de répartition connue du Requin tiqueue s'étend du nord du Golfe du Mexique au sud du Brésil, en excluant les îles des Caraïbes, à part Trinité-et-Tobago. Il est particulièrement commun long de la côte nord du Brésil, au large de Pará et Maranhão, où il est le requin le plus courant,. Cette espèce n'a pas été signalée à l'est du fleuve Mississippi au cours des 50 dernières années, en dépit des preuves historiques d'une zone d'alevinage au large de la Louisiane. Le Requin tiqueue se trouve généralement près du fond dans les eaux côtières à moins de 36 m de profondeur. Au large du nord du Brésil, son environnement est caractérisé par des marées jusqu'à 7 m de hauteur et pouvant atteindre 7,5 nœuds ; la salinité varie entre 14 ppm durant la saison des pluies et 34 ppm durant la saison sèche, et les plages ont une température de 25 à 32 °C. Il préfère les zones estuariennes avec un fond vaseux.

## Taxonomie et phylogénie
Le naturaliste italien Camillo Ranzani a publié la première description scientifique du Requin tiqueue dans un volume de 1839 de Novi Commentarii Academiae Scientiarum Instituti Bononiensis. Il nomme alors cette nouvelle espèce Carcharias porosus, du grec porus (« pores »), se référant aux pores importants derrière ses yeux. Le spécimen type, un mâle de 1,2 m de long collecté au Brésil, a été depuis perdu. Cette espèce a été transférée dans le genre Carcharhinus par la suite.
Les relations évolutives du Requin tiqueue sont incertaines. En s'appuyant sur la morphologie de ces animaux, Jack Garrick en 1982 et Leonard Compagno en 1988 placent provisoirement cette espèce dans un groupe comprenant notamment le Requin à joues blanches (C. dussumieri) et le Requin à taches noires (C. sealei),. Ce regroupement a été conforté par l'analyse phylogénétique basée sur les allozymes de Gavin Naylor en 1992. Alternativement, une étude phylogénétique 2011 menée par Ximena Vélez- Zuazoa et Ingi Agnarsson et basée sur l'ADN nucléaire et mitochondriaux, a montré qu'il existait des relations étroites entre le Requin tiqueue, le Requin bécune (Isogomphodon oxyrhynchos), le Requin nez noir (C. acronotus) , et le Requin à petites dents (C. isodon). Carcharhinus cerdale a été auparavant placé comme un synonyme du Requin tiqueue, jusqu'à ce qu'en 2011 José Castro le replace comme un taxon distinct. Une espèce non décrite précisément et semblable au Requin tiqueue est connue en Asie du Sud-Est.

## Relations avec l'Homme
L'UICN (23 janvier 2023) classe l'espèce en catégorie CR (en danger critique) dans la liste rouge des espèces menacées depuis 2020. Le requin tiqueue a vu sa population décliner de plus de 80 % en 27 ans.
Inoffensif pour l'Homme, le Requin tiqueue est pris accidentellement par les filets maillants et les palangres dans l'ensemble de son aire de répartition. Sa viande est vendue fraîche, congelée ou séchée et salée. En outre, les ailerons séchés sont exportés pour confectionner la soupe d'ailerons de requin, et son huile de foie et son cartilage sont utilisés en médecine. Sa carcasse est transformée en farine de poisson,. 
A Trinidad il est très courant et son abondance en fait le requin le plus important sur le plan économique. Au large du nord du Brésil, un nombre important de Requins tiqueues sont capturés par la pêche au filet maillant ciblant la Thazard (Scomberomorus brasiliensis). Dans les années 1980, cette espèce constitue environ 43 % des requins et raies pris capturés de la sorte, mais sa part a depuis diminué à environ 17 %. Cette baisse apparente semble résulter d'une pêche de plus en plus intensive, de la grande proportion de jeunes capturés et de son faible taux de reproduction. Bien que le Requin tiqueue est désormais inscrit sur la liste officielle des animaux en danger au Brésil de 2004, la pêche demeure non contrôlée dans les faits.